# Organización territorial de Timor Oriental

Mapa mostrando los trece distritos de Timor Oriental.

Timor Oriental está subdividido en 13 distritos administrativos y cada uno tiene su ciudad capital, incluidos sus 65 Subdistritos, 442 sucos y 2336 aldeias.

## Capital
- Ciudad de Dili

## Ciudades
- Ciudad de Aileu
- Ciudad de Ainaro
- Ciudad de Baucau
- Ciudad de Maliana
- Ciudad de Suai
- Ciudad de Gleno
- Ciudad de Lospalos
- Ciudad de Liquiçá
- Ciudad de Manatuto
- Ciudad de Same
- Ciudad de Pante Macassar
- Ciudad de Viqueque

## Municipio
- Municipio de Aileu
- Municipio de Ainaro
- Municipio de Atauro
- Municipio de Baucau
- Municipio de Bobonaro
- Municipio de Cova-Lima
- Municipio de Dili
- Municipio de Ermera
- Municipio de Lautem
- Municipio de Liquiçá
- Municipio de Manatuto
- Municipio de Manufahi
- Municipio de Oecussi-Ambeno
- Municipio de Viqueque

## Postos Administrativos

### Municipio de Aileu
- Subdistrito de Aileu
- Subdistrito de Laulara
- Subdistrito de Lequidoe
- Subdistrito de Remexio

### Municipio de Ainaro
- Subdistrito de Ainaro
- Subdistrito de Hatudo
- Subdistrito de Hatu-Builico
- Subdistrito de Maubisse

### Municipio de Atauro
- Subdistrito de Atauro

### Municipio de Baucau
- Subdistrito de Bagüi
- Subdistrito de Baucau
- Subdistrito de Laga
- Subdistrito de Quelicai
- Subdistrito de Vemasse
- Subdistrito de Venilale

### Municipio de Bobonaro
- Subdistrito de Atabae
- Subdistrito de Balibo
- Subdistrito de Bobonaro
- Subdistrito de Cailaco
- Subdistrito de Lolotoi
- Subdistrito de Maliana

### Municipio de Cova-Lima
- Subdistrito de Fatululique
- Subdistrito de Fatumean
- Subdistrito de Fuor
- Subdistrito de Mape-Zumulai
- Subdistrito de Maucatar
- Subdistrito de Suai
- Subdistrito de Tilomar

### Municipio de Dili
- Subdistrito de Cristo Rey
- Subdistrito de Dom Aleixo
- Subdistrito de Metinaro
- Subdistrito de Nain Feto
- Subdistrito de Vera Cruz

### Municipio de Ermera
- Subdistrito de Atsabe
- Subdistrito de Ermera
- Subdistrito de Hatolia
- Subdistrito de Hatolia B
- Subdistrito de Letefoho
- Subdistrito de Railaco

### Municipio de Lautem
- Subdistrito de Iliomar
- Subdistrito de Lautem
- Subdistrito de Loré
- Subdistrito de Lospalos
- Subdistrito de Luro
- Subdistrito de Tutuala

### Municipio de Liquiçá
- Subdistrito de Bazartete
- Subdistrito de Liquiçá
- Subdistrito de Maubara

### Municipio de Manatuto
- Subdistrito de Barique-Natarbora
- Subdistrito de Laclo
- Subdistrito de Laclubar
- Subdistrito de Laleia
- Subdistrito de Manatuto
- Subdistrito de Soibada

### Municipio de Manufahi
- Subdistrito de Ay
- Subdistrito de Fatuberliu
- Subdistrito de Misma
- Subdistrito de Turiscai

### Municipio de Oecussi-Ambeno
- Subdistrito de Nitibe
- Subdistrito de Oesilo
- Subdistrito de Pante Macasar
- Subdistrito de Passabém

### Municipio de Viqueque
- Subdistrito de Lacluta
- Subdistrito de Ossu
- Subdistrito de Uatolari
- Subdistrito de Uato Carabau
- Subdistrito de Viqueque

- Datos: Q6052777